# Terz (Musik)
Terz (von lateinisch tertia: „die Dritte“) bezeichnet in der Musik das Intervall, das drei Stufen einer diatonischen Tonleiter umspannt.
Beispiel: Tonleiterabschnitt von c″ nach e″ – Große Terz c″ e″ hintereinander – Große Terz c″ e″ gleichzeitig, dann mit kleiner Terz c" es".
Im engeren Sinne versteht man unter der Terz auch die dritte Stufe der jeweiligen Tonleiter. Die genauere Bezeichnung dafür ist Terzton.
Als Intervall umfasst eine kleine Terz insgesamt drei, eine große Terz vier Halbtonschritte (verminderte und übermäßige Terz siehe unten). Die Terz ist das Komplementärintervall zur Sexte.

## Varianten
Die Terz kann in vier Varianten auftreten.
Sehr geläufig, da charakteristisch für das Dur-Moll-System, sind die große Terz (4 Halbtöne) und die kleine Terz (3 Halbtöne), die in der reinen Stimmung das Frequenzverhältnis 5:4 bzw. 6:5 haben.
Große Terz, als Tonstufe Dur-Terz genannt:

Kleine Terz, als Tonstufe Moll-Terz genannt:

Seltener sind die übermäßige Terz (5 Halbtöne) und die verminderte Terz (2 Halbtöne). Sie benötigen Tonstufen aus verschiedenen Tonleitern des Quintenzirkels.
Übermäßige Terz. In gleichstufiger Stimmung ist die übermäßige Terz gleich der Quarte. In reiner Stimmung – wie hier – kann der Unterschied 41 Cent betragen:

Verminderte Terz. In gleichstufiger Stimmung ist die verminderte Terz gleich der großen Sekunde.

Im folgenden Beispiel für die Verwendung des Neapolitanischen Sextakkords tritt in der Sopranstimme die Tonfolge b-gis auf. Das Frequenzverhältnis dieser verminderten Terz in reiner Stimmung ist (16/15) × (16/15) = 1,137. Im Centmaß entspricht dies 223,5 Cent. Die große Sekunde beträgt dagegen in reiner Stimmung (kleiner oder großer Ganzton) 182,4 Cent bzw. 203,9 Cent, in gleichstufiger Stimmung 200 Cent. Für einen guten Klang dieser Kadenz sollten, wenn möglich (z. B. bei einem Gesangs- oder Streicherensemble), die Töne b und gis nach Gehör passend intoniert werden.
|     | Intervall        | Halbtöne                         | Beispiele                                                                                            | Umkehrintervall   |
| --- | ---------------- | -------------------------------- | --- | ----------------- |
| (a) | große Terz       | 4 (2 Ganztöne)                   | C–E, F–A „Wachet auf, es krähte der Hahn“                                                            | kleine Sexte      |
| (b) | kleine Terz      | 3 (1 Ganzton + 1 Halbton)        | C–Es, A–C, E–G „Ein Vogel wollte Hochzeit machen“ (aufwärts) „Kuckuck ruft’s aus dem Wald“ (abwärts) | große Sexte       |
| (c) | übermäßige Terz  | 5 (1 Ganzton + 1 überm. Ganzton) | C–Eis, As–Cis, Ces–E                                                                                 | verminderte Sexte |
| (d) | verminderte Terz | 2 (2 Halbtöne)                   | Gis-B,Ais-C,C–Eses, Cis-Es                                                                           | übermäßige Sexte  |

Im Zusammenhang mit der Partialtonreihe, z. B. bei Orgelregistern, wird der 5. Partialton als Terz bezeichnet. Diese Terz hat zur nächsttieferen Oktave ein Frequenzverhältnis von 5:4. Selten ist in diesem Zusammenhang die Bezeichnung Mollterz für den 19. Teilton, der zur nächsttieferen Oktave ein Frequenzverhältnis von 19:16 hat (zum Vergleich: gleichstufige kleine Terz: 300 Cent, reine kleine Terz (6/5): 315 Cent, „Mollterz“ bezogen auf den 19. Teilton (19/16): 298 Cent). Der 19. Teilton spielt hörpsychologisch noch eine Rolle.

## Stimmung
Das genaue Frequenzverhältnis der Terz entscheidet sich mit dem jeweiligen musikalischen Stimmungssystem. Neben den oben erwähnten, das Stimmungssystem unbeachtet lassenden, Terzen sind zu erwähnen:
| Name                      | Frequenzverhältnis                  | Centwert    |
| ------------------------- | ----------------------------------- | ----------- |
| Pythagoreische Terz       | 81 : 64                             | 407,82 Cent |
| Gleichstufige große Terz  | {\displaystyle {\sqrt[{3}]{2}}} : 1 | 400 Cent    |
| Reine große Terz          | 5 : 4                               | 386,31 Cent |
| Reine kleine Terz         | 6 : 5                               | 315,64 Cent |
| Gleichstufige kleine Terz | {\displaystyle {\sqrt[{4}]{2}}} : 1 | 300 Cent    |
| oktavierter 19. Naturton  | 19 : 16                             | 297,51 Cent |

Mit „gleichstufige“ Terzen sind die Terzen in gleichstufiger Stimmung gemeint.
In der gleichstufigen Stimmung (z. B. auf einem Klavier) sind im Vergleich mit den reinen Intervallen nach der obigen Tabelle große Terzen immer etwas zu groß, kleine Terzen etwas zu klein. Diese Unterschiede sind bei den Terzen – zusammen mit den Sexten als Komplementärintervallen – von allen Intervallen am größten (siehe dazu z. B. die Tabelle unter Gleichstufige Stimmung). Kann man die Stimmung einzelner Töne beeinflussen (z. B. im Gesang oder auf einem Streichinstrument) und sollen die Intervalle eines Akkords rein erklingen, muss demnach die jeweilige dritte Tonleiterstufe als „Durterz“ etwas tiefer, als „Mollterz“ etwas höher intoniert werden.
Siehe hierzu auch: Stimmung, Cent, Naturterz.

## Hörbeispiele
- kleine Terz:
  - aufwärts C–Esⓘ/?
  - abwärts C–Aⓘ/?
- große Terz:
  - aufwärts C–Eⓘ/?
  - abwärts C–Asⓘ/?